# Test trójstopniowy
Test trójstopniowy (trzystopniowy; ang. three-step test) – klauzula umieszczana w aktach prawnych z zakresu prawa autorskiego, regulująca tworzenie i interpretację przepisów o wyjątkach i ograniczeniach praw autorskich (dozwolonym użytku). Zawarto ją w umowach międzynarodowych, dyrektywach unijnych i ustawach niektórych państw, między innymi w polskiej ustawie o prawie autorskim i prawach pokrewnych.
Trzy przesłanki warunkują legalność korzystania z cudzych rozpowszechnionych utworów, do których nie wygasły prawa majątkowe:
1. korzystanie w ramach wyjątkowego przypadku określonego w ustawie,
2. nienaruszanie normalnego korzystania z utworu,
3. nieprzynoszenie nieuzasadnionego uszczerbku interesom uprawnionego (autora)[1].

Pierwsza przesłanka stanowi o źródle legalnego korzystania. Przesłanki druga i trzecia to klauzule generalne wyznaczające granice takiego korzystania. Jeżeli którykolwiek wymóg nie jest spełniony, korzystanie jest nielegalne. Co istotne, nie ocenia się pojedynczo każdego indywidualnego przypadku, tylko ogólnie – określony sposób korzystania w przeciętnych warunkach.
Sformułowanie testu trójstopniowego miało na celu ustalenie międzynarodowego standardu wyjątków i ograniczeń autorskich praw majątkowych. W praktyce nie jest jasne, jak interpretować test i jak go stosować, a wiąże się to z rozbieżnościami interesów użytkowników utworów i podmiotów praw autorskich („właścicieli” tych praw).

## Geneza i rola

### Prawo międzynarodowe
Na poziomie prawa międzynarodowego test trójstopniowy miał wyznaczyć standard wyjątków i ograniczeń w prawodawstwach poszczególnych państw. Dzięki temu tworzenie nowych postaci dozwolonego użytku i korzystanie z istniejących przepisów miało być łatwiejsze, a zbiorowe interesy użytkowników i podmiotów uprawnionych do utworów miały zostać odpowiednio wyważone.
Test został po raz pierwszy wprowadzony do aktu prawnego w 1967 roku, w sztokholmskiej rewizji konwencji berneńskiej (art. 9 ust. 2). Wtedy dotyczył on jedynie prawa reprodukcji (zwielokrotniania egzemplarzy utworu). Jego treść została zaproponowana przez delegację brytyjską. Był to kompromis w stosunku do innych propozycji: eksperci, którzy przedstawili wstępną propozycję rewizji konwencji, sugerowali uregulowanie tej kwestii w trzech osobnych przepisach, delegacja francuska optowała za zawężeniem ograniczeń praw autorskich, a delegacja indyjska – za ich poszerzeniem.
W Porozumieniu w sprawie Handlowych Aspektów Praw Własności Intelektualnej (TRIPS) z 1994 umieszczono przepis podobny do art. 9 ust. 2 konwencji berneńskiej. Nie odniesiono go jednak do prawa zwielokrotniania egzemplarzy utworu, a do wszystkich postaci eksploatacji, których dotyczyło TRIPS. Ponadto inaczej zredagowano test trójstopniowy dotyczący wzorów przemysłowych – dodano tam przesłankę uwzględnienia prawnie uzasadnionych interesów osób trzecich. Test trójstopniowy zawarto także w traktatach Światowej Organizacji Własności Intelektualnej z 1996: o prawie autorskim (WCT) i o artystycznych wykonaniach i fonogramach (WPPT).

### Prawo unijne
W celu dostosowania prawa wspólnot europejskich do norm prawa międzynarodowego test trójstopniowy został umieszczony w kilku dyrektywach, wydawanych w latach 1991–2001. W tej formie jest on także skierowany do państw. Jednak ze względu na wykładnię prounijną, sądy i podmioty prywatne powinny go uwzględniać, interpretując krajowe przepisy o dozwolonym użytku.
Głównym problemem dotyczącym testu w dyrektywach jest to, czy powinien on się znaleźć w ustawach państw członkowskich Unii i być „ograniczeniem ograniczeń praw autorskich” (czyli regulatorem legalności pozostałych przepisów o dozwolonym użytku) czy wskazówką do ich interpretacji. W charakterze „ograniczenia ograniczeń” test zamieszczono w ustawie belgijskiej, brytyjskiej, holenderskiej i niemieckiej. Nie dodano go do ustawy francuskiej, greckiej, hiszpańskiej, portugalskiej i włoskiej.

### Prawo krajowe
W 1994 test został zawarty w polskiej ustawie o prawie autorskim. Było to innowacyjne rozwiązanie – w tamtym czasie analogicznych przepisów nie było w ustawie niemieckiej, francuskiej, brytyjskiej czy amerykańskiej. Niemcy uznawali, że skoro konwencja berneńska i TRIPS mają bezpośrednie zastosowanie w ich prawie wewnętrznym, to nie potrzebowali powtarzać przepisu w ustawie. Francuzi wypracowali zasadę „szczelnie zamkniętego systemu”, która polega na tym, że normy dozwolonego użytku nie mogą być dodatkowo ograniczane przez kryteria, o których ustawa nie stanowi. Doktryna brytyjska opowiedziała się za tym, że fair dealing, stara i szczegółowo wypracowana w orzecznictwie konstrukcja, jest wystarczająca. Z kolei na gruncie prawa amerykańskiego za odpowiednik testu trójstopniowego uznaje się ostatnie z czterech kryteriów fair use.
W polskiej ustawie użyto sformułowania „dozwolony użytek nie może naruszać”, co oznacza, że art. 35 ogranicza zakres przepisów o dozwolonym użytku. Zatem uprawniony może się na niego powoływać w sytuacji, gdy użytkownik narusza prawa autorskie, nawet jeżeli nie wynika to z przepisu regulującego daną postać dozwolonego użytku. Oprócz tego test wpływa na interpretację art. 23–335. Na gruncie prawa polskiego, ze względu na pomocniczą funkcję i elastyczność, test trójstopniowy jest porównywany do klauzuli art. 5 kodeksu cywilnego o nadużyciu prawa podmiotowego.

## Brzmienie
| Akt                      | Artykuł   | Treść | Zakres               |        |
| ------------------------ | --------- | --- | -------------------- | ------ |
| Konwencja berneńska      | 9 ust. 2  | „Ustawodawstwu państw należących do Związku zastrzega się możność zezwolenia na reprodukcję tych dzieł w pewnych szczególnych wypadkach, pod warunkiem że reprodukcja ta nie wyrządzi szkody normalnemu korzystaniu z dzieła ani nie przyniesie nieuzasadnionego uszczerbku prawowitym interesom autora”.                                                                      | prawo autorskie      | [ 20 ] |
| TRIPS                    | 13        | „Członkowie zawężą ograniczenia lub wyjątki od praw wyłącznych do określonych przypadków specjalnych, które nie będą w sprzeczności z normalnym wykorzystaniem dzieła i nie spowodują bezzasadnej szkody prawomocnym interesom posiadacza prawa własności dzieła”. | prawo autorskie      | [ 21 ] |
| TRIPS                    | 17        | „Członkowie mogą ustanowić ograniczone wyjątki w zakresie praw przyznanych poprzez znak towarowy, takie jak uczciwe używanie terminów opisowych, pod warunkiem że takie wyjątki biorą pod uwagę uzasadnione interesy właściciela znaku towarowego oraz osób trzecich”. | własność przemysłowa | [ 21 ] |
| TRIPS                    | 26 ust. 2 | „Członkowie mogą ustanowić ograniczone wyjątki od ochrony wzorów przemysłowych pod warunkiem, że takie wyjątki nie będą bezzasadnie sprzeczne z normalnym wykorzystaniem chronionych wzorów przemysłowych i nie będą bezzasadnie naruszały prawnie uzasadnionych interesów właściciela chronionego wzoru, biorąc także pod uwagę prawnie uzasadnione interesy stron trzecich”. | własność przemysłowa | [ 21 ] |
| TRIPS                    | 30        | „Członkowie mogą dokonać ograniczonych wyłączeń od praw wyłącznych przyznanych patentem, pod warunkiem że takie wyłączenia nie są bezzasadnie sprzeczne z normalnym wykorzystaniem patentu i nie naruszają bezzasadnie prawne uzasadnionych interesów właściciela patentu oraz biorą pod uwagę prawnie uzasadnione interesy stron trzecich”.                                   | własność przemysłowa | [ 21 ] |
| WCT                      | 10 ust. 1 | „Umawiające się Strony mogą w pewnych szczególnych przypadkach wprowadzić w swoich ustawodawstwach wprowadzenie ograniczeń i wyjątków od praw przyznanych autorom utworów literackich i artystycznych na mocy niniejszego Traktatu, nienaruszających normalnego korzystania z utworu i nieprzynoszących nieuzasadnionego uszczerbku prawowitym interesom autora”.              | prawo autorskie      | [ 22 ] |
| WCT                      | 10 ust. 2 | „Stosując Konwencję Berneńską, Umawiające się Strony zawężą wszystkie ograniczenia i wyjątki od praw przez nią przyznanych do określonych przypadków szczególnych, które nie naruszają normalnego korzystania z utworu i nie przynoszą nieuzasadnionego uszczerbku prawowitym interesom autora”.                                                                               | prawo autorskie      | [ 22 ] |
| WPPT                     | 16        | „Umawiające się Strony zawężą wszystkie ograniczenia i wyjątki od praw przewidzianych w niniejszym Traktacie do określonych szczególnych przypadków, które nie naruszają normalnego korzystania z artystycznego wykonania lub fonogramu i nie przynoszą nieuzasadnionego uszczerbku prawowitym interesom artysty wykonawcy lub producenta fonogramu”.                          | prawa pokrewne       | [ 23 ] |
| Dyrektywa 91/250/WE      | 6 ust. 3  | „Zgodnie z przepisami Konwencji Berneńskiej w o ochronie dzieł literackich i artystycznych niniejszy artykuł nie może być interpretowany tak, aby możliwe było jego stosowanie w sposób, który bez uzasadnienia narusza słuszne interesy uprawnionego lub pozostaje w sprzeczności z normalnym korzystaniem z programu komputerowego”.                                         | prawo autorskie      | [ 24 ] |
| Dyrektywa 96/9/WE        | 6 ust. 3  | „Zgodnie z Konwencję Berneńską o ochronie dzieł literackich i artystycznych niniejszy artykuł nie może być interpretowany tak, aby możliwe było jego stosowanie w sposób, który bez uzasadnienia narusza słuszne interesy uprawnionego lub pozostaje w sprzeczności z normalnym korzystaniem z bazy danych”.                                                                   | prawo autorskie      | [ 25 ] |
| Dyrektywa 2001/29/WE     | 5 ust. 5  | „Wyjątki i ograniczenia przewidziane w ust. 1, 2, 3 i 4 powinny być stosowane tylko w niektórych szczególnych przypadkach, które nie naruszają normalnego wykorzystania dzieła lub innego przedmiotu objętego ochroną ani nie powodują nieuzasadnionej szkody dla uzasadnionych interesów podmiotów praw autorskich”.                                                          | prawo autorskie      | [ 26 ] |
| Polska ustawa o pr. aut. | 35        | „Dozwolony użytek nie może naruszać normalnego korzystania z utworu lub godzić w słuszne interesy twórcy”. | prawo autorskie      | [ 27 ] |

## Interpretacja

### Ogólna ocena sformułowań
Test trójstopniowy jest ogólnie uznawany za nieprecyzyjny – w konwencji berneńskiej został ujęty w niejasny sposób, zbyt ogólnikowo. W nowszych umowach międzynarodowych nie próbowano go doprecyzować.
Nie ma dokładnych informacji o tym, jak strony konwencji rozumiały pojęcia użyte w teście. Wiadomo tyle, że przesłanka „normalnego korzystania” dotyczyła głównie liczby reprodukowanych egzemplarzy (kopiowanie bardzo dużej liczby egzemplarzy nie było normalną eksploatacją), a dodatkowo celu reprodukcji (kopiowanie innej niż bardzo duża liczby mogło być nienormalnym korzystaniem, chyba że było dokonywane np. w celu naukowym, albo zapłacono wynagrodzenie uprawnionemu). Jednak obecnie te wskazówki nie są przydatne, skoro test trójstopniowy nie odnosi się tylko do reprodukcji i skoro oprócz kopii materialnych są także kopie elektroniczne.
Aby uniknąć różnic w interpretacji postanowień konwencji berneńskiej przez różne państwa, w 1948 dodano art. 27bis, który stanowi, że co do różnic w interpretacji i stosowania konwencji orzeka Międzynarodowy Trybunał Sprawiedliwości. Mimo to Trybunał nie przyczynił się do rozwiania wątpliwości. Sformułowania „normalne korzystanie” i „słuszne interesy” są interpretowane przez sądy poszczególnych państw.

### Wyjątkowy przypadek określony w ustawie
Szczegółowe przepisy ustawowe stanowią podstawę legalnego korzystania z cudzych rozpowszechnionych utworów, do których nie wygasły prawa majątkowe. W polskiej ustawie są to art. 23–335. Nie jest jasne, czy test odnosi się też do art. 3510–3512, które regulują niektóre sposoby korzystania z utworów niedostępnych w obrocie handlowym.

### Normalne korzystanie z utworu
Według André Kérévera jest to kryterium ekonomiczno-handlowe. Przedmiotem oceny („normalne”, „nienormalne”) są skutki korzystania z utworu. Na forum Światowej Organizacji Handlu uznano, że normalne korzystanie jest niekonkurencyjne, tzn. nie ma negatywnego wpływu na rynkowy dochód, jaki uprawniony osiąga (albo jakiego może rozsądnie oczekiwać). Nie ocenia się postaci eksploatacji (tzn. przykładowo, czy użytek prywatny jest legalny, a kopiowanie i rozpowszechnianie egzemplarzy nie jest).
Dodatkowo normalne korzystanie to takie, którego może dokonywać podmiot uprawniony w celu zarobkowym. Jeżeli ze względów praktycznych nie jest w stanie zarabiać na każdym akcie korzystania, a takie korzystanie jest powszechne, to przepis ustawy przyznaje mu prawo do wynagrodzenia (temu służą np. opłaty reprograficzne).

### Nieuzasadniony uszczerbek interesu
Polska ustawa zakazuje „godzenia w słuszne interesy twórcy”. Z tym sformułowaniem wiążą się dwa problemy. Po pierwsze, w rzeczywistości każdy akt eksploatacji (każdy wyjątek czy ograniczenie prawa autorskiego) godzi w słuszne interesy – szczególnie jeżeli przyjmie się, że w interesie twórcy jest głównie uzyskanie wynagrodzenia za eksploatację. Po drugie, „twórca” (autor) i „uprawniony” („właściciel” praw) to różne pojęcia. Twórca nie może przenieść prawa do wynagrodzenia z tytułu dozwolonego użytku na inną osobę. Dlatego w tym przepisie „twórca” oznacza i autora, i „właściciela” praw.
Zdaniem A. Kérévera ta przesłanka chroni interesy samego uprawnionego. Jej sens polega na tym, by uszczerbek interesów uprawnionego był uzasadniony interesami użytkowników. Wynika to z konstytucyjnej zasady proporcjonalności. Niektórzy dodają, że nie chodzi jedynie o interesy majątkowe, ale także o interesy niemajątkowe (zob. autorskie prawa osobiste) oraz że ta przesłanka powinna regulować sytuację nie tylko twórcy, ale też innych podmiotów praw wyłącznych i ich następców prawnych.